# Quán cà phê mèo

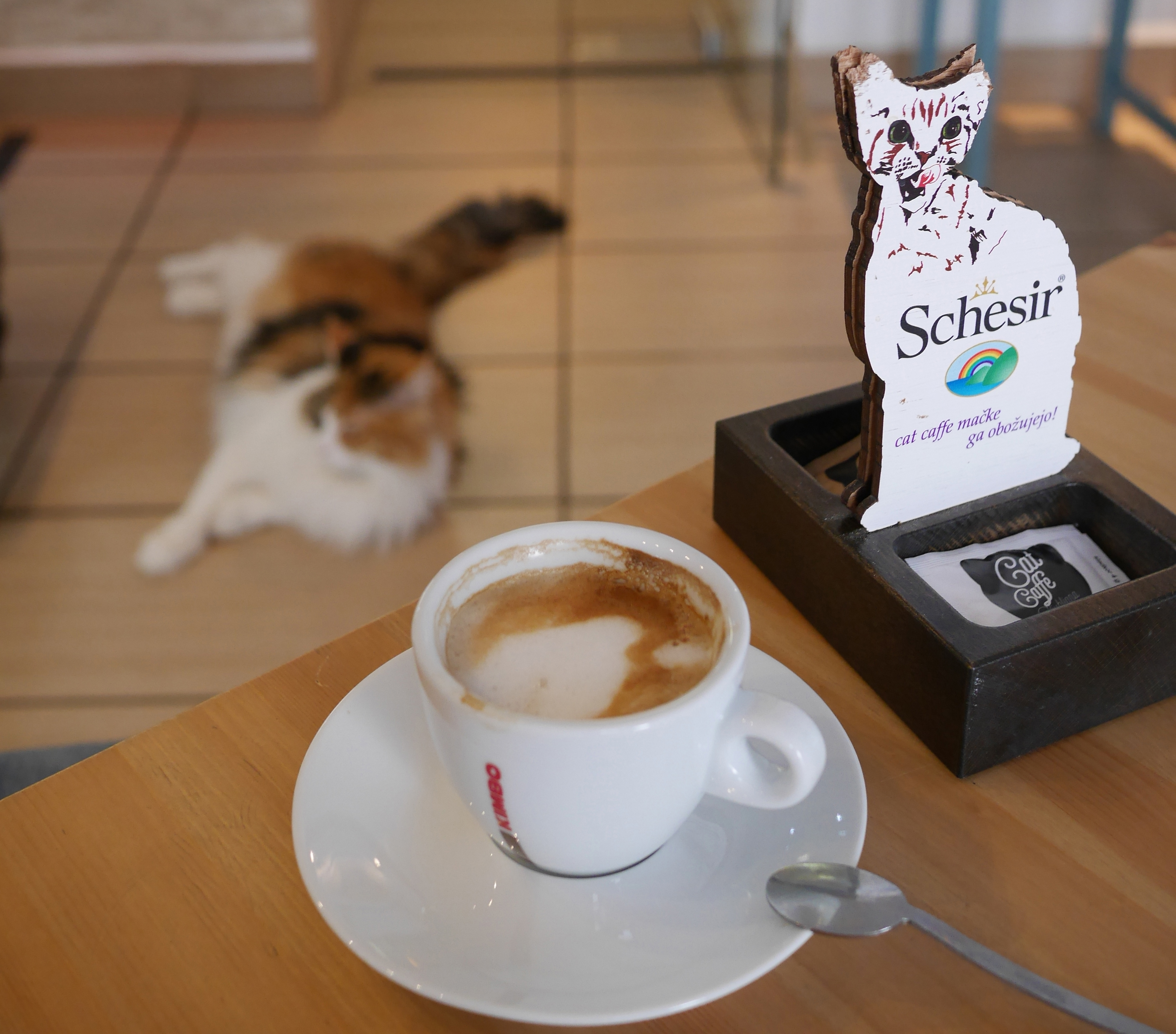
Quán cà phê mèo

Một quán cà phê mèo là một quán cà phê chủ đề có sức hấp dẫn bởi khách hàng ở đây có thể ngắm nghía và chơi cùng những con mèo của quán. Khách hàng sẽ phải trả một khoản phí bảo hiểm, thường theo giờ, và do đó các quán cà phê mèo có thể được xem như một hình thức cho thuê thú nuôi trong nhà có giám sát.

## Lịch sử
Quán cà phê mèo đầu tiên trên thế giới, "Vườn hoa Mèo" (貓花園), đã mở cửa ở Đài Bắc, Đài Loan vào năm 1998.] Quán cà phê mèo Đài Loan cuối cùng đã trở thành một điểm đến du lịch, thu hút khách du lịch từ Nhật Bản cũng như trên toàn cầu. Mặc dù nguồn gốc của quán cà phê mèo là ở Đài Loan, khái niệm này nở rộ ở Nhật Bản, nơi đầu tiên có tên là "Neko no Jikan" (tạm dịch "Thời gian của Mèo") được mở tại Osaka vào năm 2004. Do quy mô và dân số của Nhật Bản, nhiều cư dân sống trong các căn hộ nhỏ hoặc chung cư không cho phép vật nuôi, khiến làm cho một quán cà phê mèo trở thành điểm đến rất phổ biến cho các lao động trẻ tìm kiếm tình hữu nghị và sự thoải mái. Quán cà phê mèo đầu tiên của Tokyo, có tên "Neko no mise" (Cửa hàng mèo), khai trương vào năm 2005. Sau đó, sự phổ biến của các quán cà phê mèo bùng nổ ở Nhật Bản. Từ năm 2005 đến năm 2010, 79 quán cà phê mèo mở cửa trên toàn quốc.